# Kanton Les Abymes-2
Kanton Les Abymes-2 (francouzsky Canton des Abymes-2) je francouzský kanton v departementu Guadeloupe v regionu Guadeloupe. Tvoří ho část obce Les Abymes.